# Maniltoa brassii
Maniltoa brassii är en ärtväxtart som beskrevs av Elmer Drew Merrill och Lily May Perry. Maniltoa brassii ingår i släktet Maniltoa och familjen ärtväxter. Inga underarter finns listade i Catalogue of Life.